# Chelidoperca hirundinacea
Chelidoperca hirundinacea là một loài cá biển thuộc chi Chelidoperca trong họ Cá mú. Loài này được mô tả lần đầu tiên vào năm 1831.

## Phân bố và môi trường sống
C. hirundinacea có phạm vi phân bố ở Tây Thái Bình Dương. Loài cá này được tìm thấy từ phía nam Nhật Bản trải dài xuống Biển Đông, và đã được ghi nhận là có mặt tại Việt Nam. C. hirundinacea sống ở độ sâu khoảng từ 80 đến 200 m, tập trung ở khu vực đáy bùn và cát.

## Mô tả
Chiều dài cơ thể tối đa được ghi nhận ở C. hirundinacea là 15 cm.